# Радошина (Словаччина)
Радошина (словац. Radošina) — село, громада округу Топольчани, Нітранський край. Кадастрова площа громади — 27.67 км².
Населення 1934 особи (станом на 31 грудня 2019 року).

## Історія
Радошина згадується 1277 року.

## Населення
| Рік:            | 1994. | 2004.   | 2014.   | 2024.   |
| --------------- | ----- | ------- | ------- | ------- |
| Кількість осіб: | 2025  | 1975    | 1963    | 1855    |
| Різниця:        |       | -2,46 % | -0,60 % | -5,50 % |

| Рік:            | 2023. | 2024.   |
| --------------- | ----- | ------- |
| Кількість осіб: | 1862  | 1855    |
| Різниця:        |       | -0,37 % |